# قلفي
القُلفي (بالأُردية: قلفى) هي حلوى مجمدة نشأت في شبه القارة الهندية خلال عصر سلطنة المغول وغالباً ما تعرف بأنها مثلجات تقليدية هندية. من القُلفي نكهات مختلفة، ومن أبرز نكهاتها التقليدية: القشدة، والورد، والمنجا، والهيل، والزعفران والفستق.